# Giovanni Antonio Fenice
Giovanni Antonio Fenice (* 16. Jahrhundert in Ferrara; † 17. Jahrhundert) war ein italienischer Lexikograf und Italianist.

## Leben und Werk
Fenice entstammte dem protestantischen Umfeld der Renée de France, der Gemahlin des Herzogs von Ferrara Ercole II. d’Este. In der protestantischen Schweiz publizierte er das erste mit Namen gezeichnete alphabetische zweisprachige Wörterbuch Französisch-Italienisch (mit italienisch-französischem Anhang), das Matthias Le Noir, dem Finanzminister des Königs Heinrich III. (Frankreich) gewidmet war. Das Buch übersetzt 14 600 französische und 13 600 italienische Wörter, richtet sich aber zuvorderst an den italienischen Benutzer. Der erste spätere Bearbeiter war Pierre Canal.
Ob das anonyme Vocabulaire en langue francoise, et italienne necessaire pour plus familierement comprendre l’une et l’autre langue, Lyon 1583 (121 Seiten, verlegt von Benoist Rigaud) als der Anfang der alphabetischen zweisprachigen Lexikographie Französisch-Italienisch gelten soll, ist umstritten.

## Werke
- Dictionnaire françois et italien. Profitable et necessaire à ceux qui prennent plaisir en ces deux langues, Morges/Paris/Genf 1584 (304 Bl.), Paris 2000